# Thérèse DePrez
Thérèse DePrez (Rochester, 17 de fevereiro de 1965 — Nova Iorque, 19 de dezembro de 1917) foi uma diretora de arte norte-americana.